# Ernest & Célestine
Ernest & Célestine ist ein Zeichentrickfilm von Stéphane Aubier, Vincent Patar und Benjamin Renner aus dem Jahr 2012. Der in französisch-belgisch-luxemburgischer Koproduktion entstandene Film basiert auf der Kinderbuchreihe Ernest et Célestine (deutscher Titel: Mimi und Brumm) von Gabrielle Vincent.

## Handlung
Célestine ist eine Maus, die wie alle Mäuse seit frühester Kindheit vor dem großen bösen Bären gewarnt wurde, der am liebsten Mäuse frisst. Sie jedoch mag Bären. Weil sie Zahnärztin werden soll, muss sie sich wie andere Mäuse als Zahnmaus vorqualifizieren. Aus der Welt der Mäuse unten muss sie so in die Welt der Bären nach oben aufsteigen, um die ausgefallenen Zähne, die Bärenkinder unter ihr Kopfkissen legen, um am nächsten Tag ein Geldstück vorzufinden, an sich zu nehmen. Aus den starken Bärenzähnen werden im Mäusereich neue Nagezähne gefeilt. Bei einem dieser Ausflüge schafft es Célestine an einem Abend nur, einen Zahn an sich zu nehmen, der dem Sohn des Süßwarenhändlers Georges gehört. Anschließend wird sie von Georges und seiner Frau Lucienne gejagt, haben beide doch Angst vor Mäusen, und am Ende wird sie unabsichtlich in einer Mülltonne eingeschlossen. Hier findet der Grizzlybär Ernest sie. Ernest ist vor Hunger mitten im Winterschlaf erwacht, hat jedoch weder Futter im Haus, noch gelingt es ihm, als Straßenmusikant etwas Geld oder Essen zu erspielen. Beim Durchwühlen der Mülltonnen findet er Célestine, die sich jedoch gegen das Gefressenwerden wehrt. Stattdessen öffnet sie ihm das Fenster zu Georges’ Süßwarenlager und Ernest ist glücklich.
Célestine kehrt ins Mäusereich unter der Erde zurück, kann jedoch nur den einen Zahn abliefern. Weil sich zudem in ihrer Tasche zahlreiche Zeichnungen anfinden, schlussfolgern die Zahnarztmäuse, dass sie ihre Arbeit nicht ernst nimmt. Sie wird nun davongeschickt und darf das Mäusereich erst wieder betreten, wenn sie mindestens 50 Bärenzähne mitbringt. Im Bärenreich erkennt sie, dass Georges und Lucienne ein florierendes Geschäft betreiben: Georges verkauft Süßigkeiten und schädigt so die Zähne der Kunden. Seine Frau wiederum betreibt auf der anderen Straßenseite ein Zahnarztgeschäft, in der sie neue Bärenzähne verkauft. Während Célestine die Zähne in den Auslagen bestaunt, wird gegenüber Ernest festgenommen, den Georges in seinem Süßigkeitenlager gefunden hat. Es gelingt Célestine, Ernest zu befreien, der dafür für sie in Luciennes Zahnladen einbricht. Am nächsten Morgen finden die Mäuse Célestine mit einem großen Sack voller Zähne vor. Sie feiern sie, bis sie in einer der Mäusehöhlen Ernest entdecken. Ernest und Célestine werden gemeinsam aus dem Mäusereich verjagt, stehlen sich Georges’ roten Lieferwagen und entkommen der Polizei beider Tierreiche.
Ernest fährt zu seiner Hütte im Wald. Zunächst will er Célestine abweisen, doch gelingt es ihr, solange in seine Hütte zurückzukommen, bis sie im Keller des Hauses ihr Reich beziehen darf. Maus und Bär freunden sich mit der Zeit an, Célestine darf in das Erdgeschoss der Hütte umziehen und erhält ihr eigenes kleines Malstudio. Als Ernest krank wird, pflegt Célestine ihn und beide trösten sich gegenseitig, wenn der andere Alpträume hat. Im Radio hören sie besorgt die Fahndungsmeldungen, sucht die Polizei doch weiter nach ihnen. Das Frühjahr kommt und beide streichen den roten Lieferwagen um, der sie sonst verraten könnte. Bei einem großen Gewitter wäscht sich jedoch die Farbe teilweise ab und das Auto rollt los, bis es nach langer Fahrt in Georges’ Süßwarenladen fährt. Die Polizei beider Völker folgt nun den Reifenspuren und landet bei Ernests Hütte. Célestine versteckt ihn im Keller, worauf der Bär von den dort einbrechenden Mäusen gefangen genommen wird, während Célestine Gefangene der Bären wird. Bei den Gerichtsverhandlungen, bei denen beiden Tiere vorgeworfen wird, den anderen Angst zu machen, verraten Ernest und Célestine den jeweils anderen nicht und werfen den Richtern einen Schauprozess vor, weil sie mit einer Maus bzw. einem Bären befreundet sind. Im Verlauf der Gerichtsverhandlung bricht im Mäusereich ein Feuer aus, das auch auf den Gerichtssaal der Bären übergreift. Die Zuschauer ergreifen bald die Flucht, während die Richter jeweils von Ernest und Célestine gerettet werden. Beide wünschen sich zum Dank, den jeweils anderen wiedersehen zu dürfen. Ernest und Célestine werden unabhängig voneinander freigesprochen und fallen sich anschließend in die Arme. Später sitzen beide in Ernests Hütte. Célestine ist dagegen, dass ihre Geschichte erzählt wird, unter anderem weil Ernest sie in einer Mülltonne gefunden hat. Ernest denkt sich einen alternativen Beginn aus: wie er die neugeborene Célestine gefunden und großgezogen hat und wie beide schon immer zusammenleben.

## Produktion
Ernest und Célestine beruht auf der Kinderbuchreihe Ernest et Célestine der belgischen Schriftstellerin und Illustratorin Gabrielle Vincent, die in Deutschland unter dem Titel Mimi und Brumm erschienen ist. Die Idee zur Verfilmung des Stoffes stammt von Produzent Didier Brunner, der die Geschichten um Maus Célestine und Bär Ernest seiner Tochter vorlas. Der Animationsstil lehnt sich dabei an japanische Vorbilder, darunter die Filme von Hayao Miyazaki, an. Das Budget belief sich auf rund 9,6 Millionen Euro.
Der Film erlebte am 23. Mai 2012 im Rahmen der Internationalen Filmfestspiele von Cannes seine Premiere. Er lief am 12. Dezember 2012 in den französischen Kinos an, wo er von 884.209 Zuschauern gesehen wurde. In Deutschland erschien der Film am 3. Dezember 2013 auf DVD.

## Synchronisation
| Rolle     | Originalsprecher  | Deutscher Sprecher    |
| --------- | ----------------- | --------------------- |
| Ernest    | Lambert Wilson    | Hartmut Neugebauer    |
| Célestine | Pauline Brunner   | Paulina Rümmelein     |
| die Graue | Anne-Marie Loop   | Eva-Maria Bayerwaltes |
| Georges   | Patrice Melennec  | Ekkehardt Belle       |
| Lucienne  | Brigitte Virtudes | Bettina Redlich       |

## Kritik
Der Film stieß auf extrem gute Resonanz. 98 % der auf Rotten Tomatoes gezählten Kritiken hatten einen positiven Tenor bei einer durchschnittlichen Bewertung von 8,2 von 10 möglichen Punkten. Zusammenfassend heißt es auf der Webseite: "Süß und optisch bezaubernd: Ernest & Célestine bietet Vergnügen für Animationsliebhaber jeden Alters."
Die Filmbewertungsstelle lobte den Film, der „kindgerecht aber nicht einfach“ erzählt sei und „schöne, zeichnerische Einfalle“ besitze. Die Dialoge seien nicht „kindtümelnd, sondern geistreich und zum Teil voller zärtlicher Poesie. […] [D]as Filmbild [ist] so angefüllt mit originell gezeichneten Details, dass er auf die große Leinwand gehört.“ Der Bundesverband Jugend und Film e. V. zählte Ernest & Célestine „zu den besten Animationsfilme[n] für Kinder, die je entstanden sind“.

## Auszeichnungen
Auf den Internationalen Filmfestspielen von Cannes 2012 gewann Ernest & Célestine den SACD Prize. Der Film erhielt 2013 einen César in der Kategorie Bester Animationsfilm sowie ebenfalls 2013 den Los Angeles Film Critics Association Award für die Beste Animation. Auf dem Seattle International Film Festival wurde Ernest & Célestine mit dem Films4Families Youth Jury Award ausgezeichnet und wurde im selben Jahr für einen Satellite Award als Bester Animationsfilm nominiert. Die Filmbewertungsstelle vergab für Ernst & Célestine das Prädikat „besonders wertvoll“.
Im Jahr 2014 erhielt der Film sechs Nominierungen für einen Annie Award. Er wurde für einen Oscar in der Kategorie Bester Animationsfilm nominiert und wurde von den Motion Picture Sound Editors für einen Golden Reel Award für den Besten Tonschnitt nominiert. Er gewann zudem drei Magrittes: in den Kategorien Bester Film, Beste Regie und Bester Ton.